# Клещево (гміна)
Гміна Клещево (пол. Gmina Kleszczewo) — сільська гміна у північно-західній Польщі. Належить до Познанського повіту Великопольського воєводства.
Станом на 31 грудня 2011 у гміні проживало 6384 особи.

## Територія
Згідно з даними за 2007 рік площа гміни становила 74.77 км², у тому числі:
- орні землі: 90.00%
- ліси: 2.00%

Таким чином, площа гміни становить 3.94% площі повіту.

## Населення
Станом на 31 грудня 2011:
| Опис     | Загалом | Загалом | Чоловіки | Чоловіки | Жінки | Жінки |
| -------- | ------- | ------- | -------- | -------- | ----- | ----- |
| одиниця  | осіб    | %       | осіб     | %        | осіб  | %     |
| все      | 6384    | 100     | 3124     | 48.93    | 3260  | 51.07 |
| міське   | 0       | 100     | 0        |          | 0     |       |
| сільське | 6384    | 100     | 3124     | 48.93    | 3260  | 51.07 |

## Сусідні гміни
Гміна Клещево межує з такими гмінами: Костшин, Курник, Сважендз, Сьрода-Велькопольська.